# IbraTV
Ibrahim Tsetchoev , plus connu sous le nom de IbraTV , né le 29 août 1992 à Grozny (République tchétchène), est un vidéaste web et entrepreneur ingouche de nationalité russe actif en France.
Il se fait connaître en publiant des vidéos de type caméra cachée sur la plateforme YouTube en 2016.

## Biographie

### Jeunesse
Né le 29 août 1992 à Grozny dans une famille d’origine ingouche, Ibrahim grandit dans le contexte de la première guerre de Tchétchénie. En 2004, sa famille parvient à quitter la Russie pour rejoindre la France, qu'elle atteint deux ans plus tard.

### Carrière Youtube

#### Débuts
En 2012, il réalise ses premières vidéos en filmant ses activités de parkour avant de réaliser des vidéos en caméra cachée. Associé à Djam qui le suit dans sa réalisation et ses montages, la chaîne gagne en popularité, notamment au cours de l'année 2016, où elle atteint un million d'abonnés grâce à un contenu présentant davantage de risques. IbraTV s'inspire de vidéastes russes et américains pour réaliser des vidéos n'existant habituellement pas en français.
Dès le début de son parcours YouTube et avec son accent ingouche, IbraTV se démarque en demandant des « poce blo » à ses abonnés. Devenu une marque de fabrique, cela lui vaudra le surnom d'« Empereur des poce blo ».
Le 29 septembre 2019, IbraTV publie sur sa chaîne une vidéo autobiographique intitulée Ma vie en dessin.

#### MMA
En 2018, il organise, filme et publie des combats de MMA, lorsque la discipline était encore interdite en France. 
Il est le fondateur et président du YFC (Youtube Fight Club), une organisation de MMA amateur dont l'objectif est d'exploiter le potentiel de jeunes combattants amateurs et professionnels de faible notoriété. Avec ces combats filmés, ils bénéficient de plus de visibilité pour espérer les faire progresser dans leur carrière ,,.

## Entreprise

### Black and White Burger
Le 10 janvier 2018, IbraTV et Djam lancent un restaurant puis une chaîne de restaurant de burgers, appelé Black and White Burger.

## Polémique
Le 10 juillet 2016, lors de la finale France - Portugal du Championnat d'Europe de football 2016, Ibra rentre sur la pelouse à la 54e minute avec un t-shirt blanc avec l'inscription « IbraTV merci à mes abonnés », le temps de faire quelques roues sur la pelouse avant d’être plaqué au sol par 5 stadiers. Il est ensuite escorté hors du stade sous les applaudissements d’une partie des tribunes.

## Émissions de télévision
IbraTV participe également au jeu télévisé Ninja Warrior, où il atteint deux fois la finale en 2018 et 2019.